# Tharyx cincinnatus
Tharyx cincinnatus är en ringmaskart som först beskrevs av Ehlers 1908.  Tharyx cincinnatus ingår i släktet Tharyx och familjen Cirratulidae. Inga underarter finns listade i Catalogue of Life.